# Mr. Do!
Mr. Do! è un videogioco d'azione sviluppato da Universal Entertainment e pubblicato anche da Taito nel 1982, inizialmente come arcade e poi convertito per altri formati. È il primo di una serie di quattro titoli con protagonista Mr. Do.

## Modalità di gioco
Scopo di Mr. Do! è quello di totalizzare il maggiore punteggio possibile, scavando tunnel orizzontali e verticali nel terreno visto in sezione e raccogliendo ciliegie. Il protagonista titolare, un clown circense, è costantemente inseguito da creature ostili, che si aggirano nei cunicoli ma occasionalmente sono anche in grado di cambiare colore e scavare.
Le creature possono essere sconfitte in due modi: colpendole con una "palla magica" lanciata dalle mani di Mr. Do, che può seguire anche le curve dei tunnel; oppure schiacciandole con delle mele, liberate scavando un tunnel sotto di esse, nello stile delle rocce di Dig Dug, ma in più le mele possono anche essere spinte orizzontalmente.
La palla, se viene lanciata senza colpire nessun nemico, deve essere raccolta manualmente; in caso contrario ritorna automaticamente nelle mani del protagonista dopo un certo tempo di ricarica. Un livello è completato quando tutte le ciliegie sono state raccolte, oppure quando tutti i mostri sono stati sconfitti.
I nemici entrano in gioco da una tana circa al centro dello schermo; dopo che tutti sono apparsi, qui compare un bonus da raccogliere, e se si riesce a raccoglierlo i nemici si paralizzano temporaneamente e entra in gioco una creatura con una lettera della scritta EXTRA, accompagnata da altre creature temporanee, che va eliminata per ottenere la lettera. Ogni 5000 punti appare anche una lettera senza scorta.
Si vince una vita ogni volta che si completa la scritta EXTRA, e in quel caso viene visualizzata una scenetta accompagnata da un jingle ricavato dalla sigla originale giapponese di Tetsuwan Atom. 
Dopo la scena 10, si ricomincia con uno schema di colori diverso. Il ciclo dei colori riprende dalla scena 31.

## Versioni e seguiti

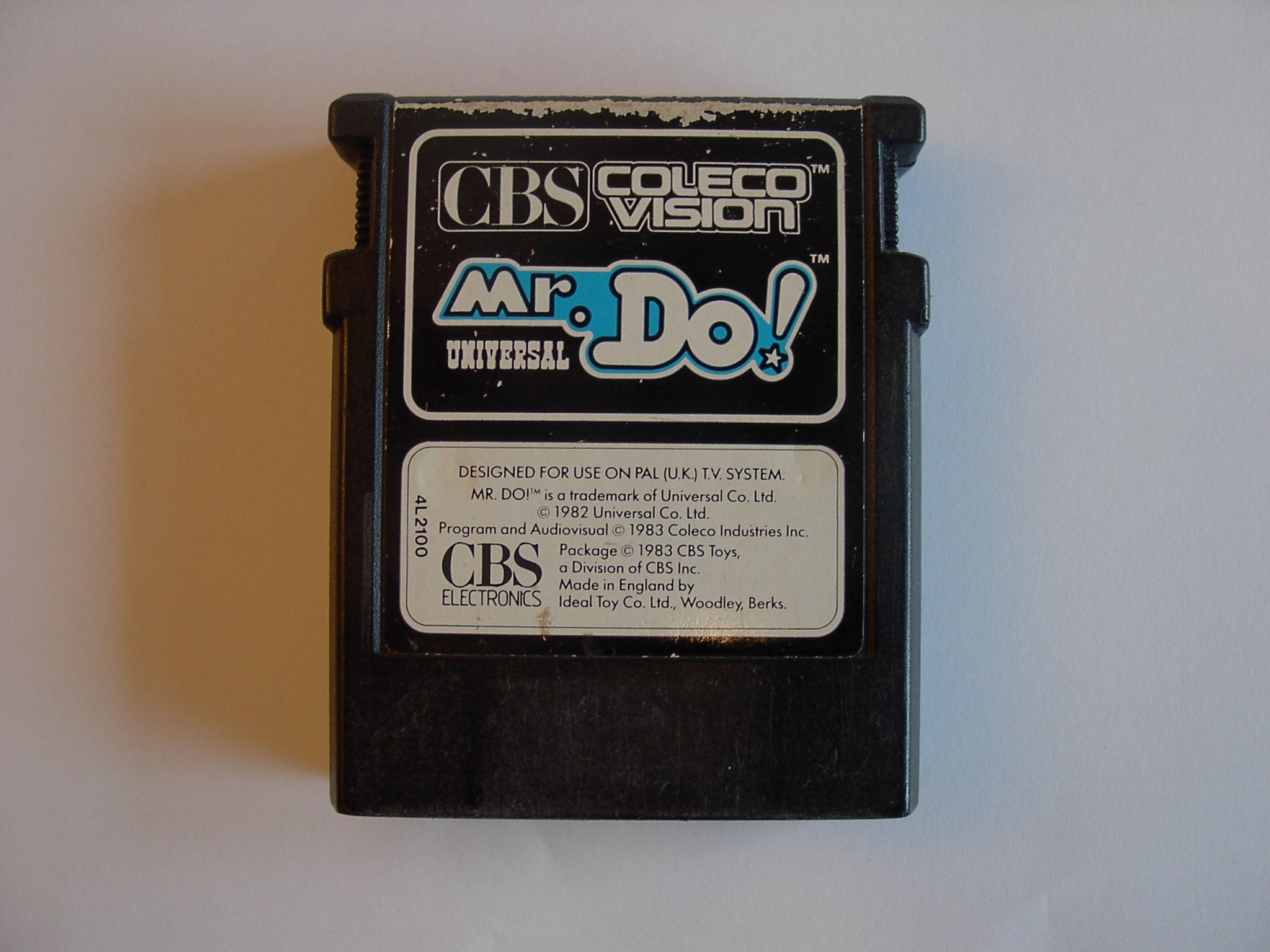
Cartuccia di Mr. Do! per ColecoVision

Mr. Do! è stato convertito per diverse piattaforme dell'epoca, sia home computer come Apple II e alcuni Atari a 8-bit, che console come ColecoVision e Atari 2600. Sono state in seguito realizzate versioni migliorate per Game Boy e Super Nintendo Entertainment System, e una versione dedicata con schermo a cristalli liquidi prodotta da Tomy. Una versione rinnovata, intitolata Neo Mr. Do!, è stata pubblicata nel 1996 per Neo Geo..
Molte sono anche le imitazioni e varianti non ufficiali, come Fruity Frank per Amstrad CPC e Digger per DOS, quest'ultimo con una modalità a due giocatori in contemporanea.
La serie arcade è composta da altri titoli:
- Mr. Do's Castle (1983)
- Mr. Do's Wild Ride (1984)
- Do! Run Run (1984)
- Neo Mr. Do! (remake Neo Geo 1996)